# Nymphaea caatingae
Nymphaea caatingae ist eine Pflanzenart aus der Gattung der Seerosen (Nymphaea) innerhalb der Familie der Seerosengewächse (Nymphaeaceae). Diese Wasserpflanze kommt im nord- bis südöstlichen Brasilien vor.

## Beschreibung

### Vegetative Merkmale
Nymphaea caatingae ist eine ausdauernde krautige Pflanze. Die fast kugeligen Rhizome bilden Ausläufer aus.
Die Laubblätter, es sind Schwimmblätter, sind in Blattstiel und -spreite gegliedert. Die robusten, kahlen, grünen bis rötlichen Blattstiele weisen einen Durchmesser von 2,3–8 mm und zwei primäre zentrale Luftkanäle sowie sechs kleinere sekundäre Kanäle auf. Die einfache, ganzrandige, ledrige Blattspreite ist eiförmig oder mehr oder weniger kreisförmig mit gerundetem oberen Ende und flachen Blatträndern.

### Generative Merkmale
Die Blütezeit erstreckt sich über das ganze Jahr. Die nachtblühenden Blüten schwimmen auf der Wasseroberfläche. Die kahlen, robusten, bräunlichen Blütenstiele weisen sechs zentrale primäre und zwölf kleinere sekundäre, periphere Luftkanäle auf. Der Übergang von den weißen Blütenblättern zu den Staubblättern ist abrupt, und Staminodien sind nicht vorhanden. Die ellipsoiden, „wiederkäuenden“, pilösen Samen haben Trichome, die in unterbrochenen, länglichen Linien angeordnet sind.

## Ökologie

### Vegetative Vermehrung
Sowohl proliferierende Pseudanthien, als auch Ausläufer werden gebildet. Die proliferierende Pseudanthien ermöglichen eine rasche vegetative Vermehrung unter unbeständigen Umweltbedingungen und sind die primäre Form der Vermehrung dieser Art.

### Generative Vermehrung
Die nachtblühenden, protogynen Blüten erblühen an zwei aufeinander folgenden Tagen. Autogamie findet nicht statt und ein Fruchtansatz wurde nur nach Fremdbestäubung beobachtet.

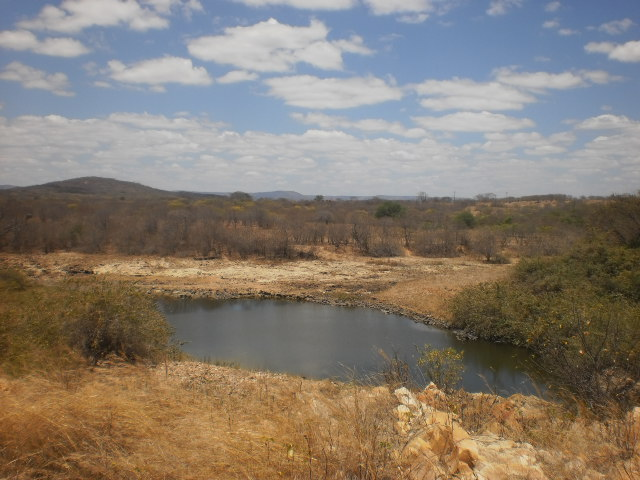
Ein exemplarischer aquatischer Lebensraum in der Caatinga Brasiliens

## Vorkommen
Nymphaea caatingae kommt im nord- bis südöstlichen Brasilien vor. Es gibt Fundortangaben für die brasilianischen Bundesstaaten Alagoas, Bahia, Ceará, Paraíba, Pernambuco, Piauí, Rio Grande do Norte, Sergipe sowie Minas Gerais.
Sie gedeiht sowohl in der Caatinga als auch in der Mata Atlântica. In der Caatinga wächst sie in temporären Teichen und in stehenden Gewässern.

## Systematik

### Taxonomie
Das Typusexemplar wurde von C. T. Lima am 13. Dezember 2009 in der Gemeinde Itaberaba an der Straße nach Ipirá im Bundesstaat Bahia, Brasilien, gesammelt.
Die Erstbeschreibung von Nymphaea caatingae erfolgte 2021 durch Carla Teixeira de Lima und Ana Maria Giulietti in Nymphaeaceae of Brasil. in Sitientibus série Ciências Biológicas, 21. Das Artepitheton caatingae bezieht sich auf die Caatinga Brasiliens.

### Position innerhalb von der GattungNymphaea
Nymphaea caatingae wird in die Untergattung Nymphaea subg. Hydrocallis eingeordnet. Sie ist morphologisch am nächsten mit Nymphaea vanildae zu vergleichen.